# Manga Khan
Manga Khan es el nombre de un supervillano de DC Comics que fue enemigo de la Liga de la Justicia. Su primera aparición fue en Justice League International N.º 14 (junio de 1988). Como es una entidad gaseosa, depende de un traje metálico para tener forma. Manga Khan es un comerciante intergaláctico que tenía un compañero robot llamado L-Ron (antes de cambiarlo con la Liga de la Justicia). 
Como parodia de los cómics de los años 1960, Manga Khan sufre de una enfermedad que le hace pronunciar soliloquios de tanto en tanto. Con la misma ironía, fundó la Escuela de melodrama Manga Khan para enseñar a otros seres a hablar como él. Uno de sus alumnos fue el Scarlet Skier (Esquiador escarlata).
Originalmente se lo conocía solo como Lord Manga y su nombre es una referencia directa al manga. Muchos de sus asistentes robóticos reciben sus nombres de escritores de ciencia ficción: L-Ron por L. Ron Hubbard, Hein-9 por Robert A. Heinlein, K-Dikk por Philip K. Dick son algunos ejemplos. En la miniserie de 2003 Formerly Known as the Justice League (Antes conocidos como la Liga de la Justicia), se presentó a una robot "mujer", J-Lo, cuyo nombre deriva evidentemente de la cantante Jennifer Lopez.

## Poderes
En su estado gaseoso natural, Manga Khan puede comunicarse telepáticamente pero no puede interactuar físicamente con nada ni nadie. Por lo general, usa una armadura que lo hace resistente a cualquier daño y le da fuerza sobrehumana. Manga es un combatiente mediocre y prefiere hablar para no tener que luchar. Es un hábil negociante y cantinero que carece totalmente de ética para realizar sus negocios.
- Datos: Q3545280